# بیلی مورفی (بازیکن فوتبال)
بیلی مورفی (انگلیسی: Billy Murphy; ۲۳ مهٔ ۱۸۹۵ – ۷ ژانویهٔ ۱۹۶۲) بازیکن فوتبال اهل بریتانیا بود.
از باشگاه‌هایی که در آن بازی کرده‌است می‌توان به باشگاه فوتبال منچستر سیتی، باشگاه فوتبال ساوت‌همپتون، باشگاه فوتبال ترانمره راورز، و باشگاه فوتبال اولدهام اتلتیک اشاره کرد.